# Stratovarius (album)
Albums de Stratovarius
Elements Part 2
(2003) Black Diamond: The Anthology
(2007)
Stratovarius est le onzième album du groupe finlandais de power metal Stratovarius, publié le 5 septembre 2005 par Sanctuary Records.

## Liste des chansons
Toute la musique est composée par Timo Tolkki.
| No | Titre                             | Durée |
| -- | --------------------------------- | ----- |
| 1. | Maniac Dance                      | 4:35  |
| 2. | Fight!!!                          | 4:03  |
| 3. | Just Carry On                     | 5:28  |
| 4. | Back to Madness                   | 7:42  |
| 5. | Gypsy in Me                       | 4:27  |
| 6. | Götterdämmerung (Zenith of Power) | 7:12  |
| 7. | The Land of Ice and Snow          | 3:04  |
| 8. | Leave the Tribe                   | 5:42  |
| 9. | United                            | 7:04  |